# Хребетні
Хребе́тні (Vertebrata) — підтип хордових тварин, що виділяється наявністю кісткового хребта. Разом з комахами, ця група тварин домінує на суші і у воді.
Решту тварин інколи об'єднують в несистематичну групу безхребетні. Використання цього терміна виправдовується тільки важливою роллю, яку відіграють хребетні в сучасному тваринному світі, оскільки в іншому група безхребетних об'єднує організми, які часто не мають практично нічого спільного.
Група хребетних часто розглядається як вищі хордові. У порівнянні з нижчими хордовими — ланцетниками, та покривниками, вони характеризуються значно вищим рівнем організації, що наочно виражено як в їх будові, так і у фізіологічних характеристиках. Серед хребетних немає видів, що ведуть сидячий (прикріплений) спосіб життя. Вони постійно переміщуються, активно розшукуючи і захоплюючи їжу, знаходячи для розмноження особини іншої статі та рятуючись від переслідування ворогів.
Активні переміщення забезпечують хребетним тваринам можливість зміни середовища залежно від змін умов існування і потреб на різних етапах їх життєвого циклу, наприклад при розвитку, статевому дозріванні, розмноженні, зимівлях і т. д. Вказані загальні біологічні риси хребетних прямо пов'язані з особливостями їх морфологічної організації та фізіологією.
Нервова система хребетних значно більш диференційована, ніж у нижчих хордових. У всіх тварин цієї групи розвинений головний мозок, функціонування якого обумовлює вищу нервову діяльність — основу пристосовної поведінки. Для хребетних характерна наявність різноманітних і складно влаштованих органів чуття, що слугують основним зв'язком між живим організмом і зовнішнім середовищем.
З розвитком головного мозку і органів чуття пов'язано виникнення черепа, який слугує надійним футляром для цих важливих органів. Як основа скелету замість хорди у хребетних існує досконаліший і міцніший хребетний стовп, який виконує роль не тільки опорного стрижня тіла, але і футляра, що містить в собі спинний мозок.
В області переднього відділу кишкової трубки виникають рухомі частини скелета, з яких формується ротовий, а у переважної більшості — щелепний апарат, що забезпечує захоплення та утримання їжі, а у вищих хребетних — і її подрібнення.
Загальний обмін речовин у хребетних незрівнянно складніший, ніж у нижчих хордових. У зв'язку з цим необхідно вказати на характерні риси організації: наявність серця зумовлює швидкий кровотік; у системі виділення нирки надійно забезпечують виведення з організму збільшеної кількості продуктів обміну.
Вказані риси життєвої організації зумовили широке розповсюдження хребетних і проникнення їх у всі життєві середовища. Ця обставина, а також велика кількість і різноманітність видів хребетних роблять їх найважливішим чинником географічного середовища. Хребетні з'явилися на рубежі ордовика — силура, а в юрі існували вже представники всіх нині відомих їх класів. Загальне число сучасних видів — близько 40 тис.

## Анатомія хребетних
Хребетні об'єднані спільністю морфофізіологічної організації. У всіх системах органів цих тварин можна прослідкувати риси наступних змін у зв'язку з еволюційним перетворенням органів. Нижче наводиться загальна схема будови, функціонування і появи в онтогенезі окремих систем органів.

### Шкірні покриви хребетних
Шкірні покриви є дуже важливою у функціональному відношенні системою. Шкіра і м'язи оформляють тіло тварини з поверхні, надають йому форму і утримують всі внутрішні органи. Шкірні покриви захищають тіло від зовнішніх механічних і хімічних пошкоджень, дії температури, висушування, проникнення мікробів. Шкіра бере участь в терморегуляції, газообміні і виведенні продуктів обміну. Похідні шкіри можуть брати участь у формуванні органів пересування (копита), служити для хапання (кігті), нападу і захисту (роги, голки і ін.), польоту (складки), плавання (перетинки). Шкіра містить рецептори органів дотику, в ній багато залоз різного призначення (слизові оболонки, жирові, пахучі, потові і ін.).
Для шкіри хребетних характерна двошаровість. Зовнішній шар — епідерміс — має ектодермальне походження. Він завжди багатошаровий. Нижній шар його довічно залишається живим і діяльним і продукує нові шари клітин. Верхні шари епідермісу складені зазвичай пласкими клітинами, які у наземних хребетних роговіють, відмирають і постійно злущуються. Епідерміс дає початок роговим похідним шкіри — роговій лусці, пір'ю, волосяному покриву, кігтям, копитам, порожнистим рогам. У епідермісі розвиваються різноманітні шкірні залози.
Внутрішній волокнистий шар шкіри — коріум, інакше іменований кутісом, товстий, він складає основну частину шкіри, що має значну міцність. У коріумі розвиваються різноманітні скостеніння у вигляді луски риб, покривних кісток, що створюють так званий шкірний скелет (на відміну від хондрального скелета). За рахунок власної шкіри розвиваються також кісткові роги оленів. У нижній частині кутіса накопичується підшкірний шар жиру.

### М'язова система
Розташований під шкірою шар м'язів є основною масою мускулатури, що іменується мускулатурою тіла, або соматичною мускулатурою. Вона забезпечує тваринам можливість руху в середовищі і складається з поперечно-смугастої м'язової тканини. У нижчих хребетних, як і у безчерепних, мускулатура має сегментований характер. У вищих хребетних у зв'язку із загальним ускладненням рухів тіла, з розвитком кінцівок сегментація порушується, і тулубна мускулатура групується, оформляючи такі частини тіла, як торс, голову, органи руху.
Окрім соматичної мускулатури у хребетних є мускулатура кишечника і деяких інших внутрішніх органів (судин, каналів). Ця мускулатура носить назву вісцелярної. Вона складена гладкою м'язовою тканиною і забезпечує, зокрема, рух їжі в кишечнику, скорочення стінок кровоносних судин. Тулубова мускулатура при розвитку організму виникає з внутрішнього листка міотома, тобто спинного відділу мезодерми. Вісцелярна мускулатура — це похідне бічної пластинки, тобто черевного відділу мезодерми.

### Скелет
Внутрішній скелет — це опорна основа тіла хребетної тварини. Крім того, скелет бере участь в русі тіла, здійснює захист внутрішніх органів. Топографічно скелет хребетних може бути поділений на осьовий, вісцелярний, скелет поясів кінцівок і вільних кінцівок.
Осьовий скелет в первинному вигляді представлений хордою, оточеною товстою сполучно-тканинною оболонкою. Остання охоплює не тільки хорду, але і лежачу над нею нервову трубку. Хорда розвивається із зачатка спинної сторони первинної кишки, тобто має ентодермальне походження. В осьовому скелеті розрізняють хребетний стовп і мозковий череп. У більшості хребетних хорда витісняється і заміщається хрящовим або кістковим скелетом. Хрящовий і кістковий скелети розвиваються як похідні вказаної вище оболонки (її з'єднувальної тканини мезодермальної за походженням). Ця оболонка є, таким чином, скелетогенною.
Пояси кінцівок завжди розташовуються усередині тіла тварини. Скелет вільної кінцівки у хребетних буває двох типів: плавець риб і п'ятипала кінцівка наземних хребетних. У першому випадку скелет представлений декількома рядами хрящиків або кісточок, які переміщаються щодо поясу як єдиний важіль. Скелет п'ятипалої кінцівки складається з ряду важелів, здатних переміщатися і спільно щодо поясу кінцівок, і окремо — один щодо іншого. Закладка скелета кінцівок відбувається у з'єднувальному шарі шкіри.

### Органи травлення
Система травних органів представлена трубкою, що починається ротовим отвором і закінчується анальним отвором. Епітелій травного тракту є ентодермальним. Тільки біля ротового і анального отворів ентодермальний епітелій непомітно переходить в ектодермальний.
Травний тракт підрозділяється на такі основні відділи:
1. ротова порожнина, що служить для прийняття їжі;
2. глотка — відділ, завжди пов'язаний з органами дихання: у риб в глотку відкриваються зяброві щілини, у наземних хребетних в глотці розташовується горлова щілина; глотку справедливо називають дихальним відділом травної трубки;
3. стравохід;
4. шлунок — розширення кишкового тракту, що має в деяких випадках вельми складний устрій;
5. кишечник, у типовому випадку що підрозділяється на передню (або тонку), середню (або товсту) і задню (або пряму) кишку.

Морфологічне ускладнення кишкового тракту у деяких хребетних йде шляхом його подовження і диференціювання на відділи. У травну трубку відкриваються протоки трьох видів травних залоз: слинних, печінки та підшлункової залози.
Слинні залози — надбання наземних хребетних. У них перетворяться слизисті залози ротової порожнини. Секрет їх змочує їжу і сприяє розщепленню вуглеводів.
Печінка і підшлункова залоза розвиваються шляхом випинання переднього відділу ембріональної кишки. Функції обох залоз ширші, ніж тільки травні. Так, печінка окрім виділення жовчі, що емульгує жири і активізує дію інших травних ферментів, служить важливим органом обміну речовин. Тут нейтралізуються деякі шкідливі продукти розпаду, накопичується глікоген. Ферменти підшлункової залози розщеплюють білки, жири і вуглеводи. Одночасно підшлункова залоза служить органом внутрішньої секреції. Розлад цієї функції призводить до втрати здатності організму засвоювати цукор. В результаті виникає важке захворювання — діабет.

### Органи дихання
Органи дихання хребетних бувають двох типів — зябра і легені, і у значної частини хребетних істотне значення в диханні має шкіра.
Зябровий апарат є системою парних, зазвичай симетрично розташованих, щілин, що служать для поєднання глотки із зовнішнім середовищем. Передні і задні стінки зябрових щілин вистилають слизистою оболонкою, створюючою пластинчасті вирости; вирости поділені на пелюстки, що носять назву зябрових. Кожна зяброва пластинка вище за пелюстки носить назву напівзябра. У проміжках між зябровими щілинами (у зябрових перегородках) розташовуються вісцелярні зяброві дуги. Таким чином, кожна зяброва дуга пов'язана з двома напівзябрами двох різних зябрових щілин.
Органи дихання наземних хребетних — легені — схематично є парою мішків, що відкриваються в глотку через горлову щілину. Ембріональні легені виникають у вигляді випинання черевної стінки глотки в задній частині зябрового апарату, тобто мають ентодермальне походження. На ранніх стадіях розвитку ембріонів зачатки легенів нагадують пару внутрішніх (ентодермальних) зябрових щілин. Ці обставини, а також загальні для легенів і зябер риси кровопостачання та іннервації змушують вважати легені гомологами задньої пари зябрових мішків.
Шкіра бере участь в диханні у випадках, коли в ній відсутні щільні рогові або кісткові луски, наприклад у земноводних або голошкірих риб, які мешкають на великих океанічних глибинах 500–2500 м (каллоринх, носата химера та ін).
Функціонально дихальна система бере участь в збагаченні крові киснем і у видаленні вуглекислого газу. Через дихальну систему у нижчих водних тварин відбувається скидання аміаку. У теплокровних тварин вона бере участь в процесах терморегуляції. Принцип роботи дихальної системи — обмін СО2 і O2 між потоками газу і крові, направленими протитечією назустріч один одному.

### Органи кровообігу
Кровоносна система у хребетних, як і у безхребетних, замкнута. Вона складається із сполучених між собою кровоносних судин, які в грубій схемі можуть бути зведені до двох стовбурів: спинному, де кров тече від голови до хвоста, і черевному, по якому вона рухається у зворотному напрямі. На відміну від безхребетних, у хребетних рух крові пов'язаний з діяльністю серця.
Серце є товстостінним мускульним мішком, розділеним на декілька відділів, — камер. Основними відділами серця є передсердя, що приймає кров, і шлуночок, що направляє її по тілу. Число камер серця різне у різних класів хребетних. Ембріонально серце виникає як розширення задньої частини черевної аорти, яка в цьому місці згущується в зігнуту петлю. Передній відділ петлі дає початок шлуночку серця, задній — передсердю. Серце має поперечно-смугасту мускулатуру, що працює в автоматичному режимі, і скорочення його не підпорядковане вольовим імпульсам. Розміри серця пов'язані з інтенсивністю його роботи, і його розміри щодо розмірів тіла збільшуються у ряді хребетних.
Кровоносні судини підрозділяються на дві системи: артеріальну, в якій кров тече від серця, і венозну, по якій кров повертається до серця. В процесі ускладнення хребетних спостерігається перехід від тварин, що мають одне коло кровообігу, до таких, яким притаманні два кола кровообігу.
За своєю природою кров належить до сполучної тканини, проникаючої в кровоносне русло з міжклітинного простору. Кров хребетних складається з безбарвної рідини — плазми, в якій знаходяться формені елементи крові: червоні кров'яні тільця, або еритроцити, що містять пігментну речовину — гемоглобін, і білі кров'яні тільця — лейкоцити. З еритроцитами пов'язано окислення крові, оскільки вони переносять кисень. Лейкоцити беруть участь в знищенні мікроорганізмів, що потрапили в тіло. Крім того, в крові є тромбоцити, що грають важливу роль в згортанні крові, а також інші клітки. Маса крові в еволюційному ряду хребетних збільшується.
Кровоносна система багатофункціональна. Вона бере участь в отриманні органами, тканинами, клітинами кисню, органічних і мінеральних речовин, рідин і винесенні продуктів розпаду, шлаків, вуглекислого газу; в перенесенні гормонів залоз внутрішньої секреції. Разом з кровоносною системою у хребетних є інша, пов'язана з нею, судинна система — лімфатична. Вона складається з лімфатичних судин і лімфатичних залоз. Лімфатична система незамкнута. Тільки великі її судини мають самостійні стінки, тоді як їх розгалуження відкриваються в міжклітинні простори різних органів. Лімфатичні судини містять безбарвну рідину — лімфу, в якій плавають лімфоцити, що утворюються в лімфатичних залозах. Рух лімфи обумовлюється скороченням стінок, деяких ділянок крупних судин (так званих лімфатичних сердець) і тиском, що періодично змінюється, на судини різних органів. Лімфатична система служить посередницею в обміні речовин між кров'ю і тканинами.

### Нервова система
Функції нервової системи — це сприйняття зовнішніх подразників і передача збуджень, що виникли, до клітин, органів, тканин, а також об'єднання і узгодження діяльності окремих систем органів і організму в цілому в єдину функціональну живу систему. Ембріонально нервова система хребетних виникає, так само як і у безхребетних, у вигляді порожнистої трубки, що закладається в ектодермі на дорсальній стороні зародка. Надалі відбувається її диференціювання, що призводить до утворення: а) центральної нервової системи, представленою головним і спинним мозком, б) периферійної нервової системи, що складається з нервів, що відходять від головного і спинного мозку, і в) симпатичної нервової системи, що полягає в основі з нервових вузлів, розташованих біля хребетного стовпа і зв'язаних подовжніми тяжами.
Головний мозок представлений у хребетних тварин п'ятьма відділами: переднім, проміжним, середнім, мозочком і довгастим мозком. Він закладається ембріонально у вигляді здуття переднього відділу нервової трубки, яке незабаром ділиться на три первинні мозкові міхури. Надалі передня частина першого мозкового міхура дає початок передньому мозку; задня його частина перетвориться в проміжний мозок. З другого мозкового міхура формується середній мозок. Шляхом випинання даху третього мозкового міхура формується мозочок, під яким розташовується довгастий мозок. Передній мозок, крім того, підрозділяється на ліву і праву половини.
Одночасно з розростанням і диференціюванням головного відділу нервової трубки відбувається відповідне перетворення невроцеля. Два його розширення в півкулях переднього мозку відомі під назвою бічних шлуночків мозку. Розширена частина невроцеля в проміжному відділі мозку позначається як третій шлуночок, порожнина середнього мозку — як сільвіїв водопровід, порожнина довгастого мозку — як четвертий шлуночок, або ромбоподібна ямка. Від головного мозку відходять 10 або 12 пар черепних нервів.
Передній мозок має попереду два симетрично розташованих виступи, від яких відходить перша пара головних нервів — нюхові. Від дна проміжного мозку відходять зорові нерви. На даху проміжного мозку розвиваються два виступи, що сидять на ніжках: передній — тім'яний орган і задній — епіфіз. Від дна проміжного мозку відходить непарний виступ — воронка, до якої прилягає складне за будовою і функціями утворення — гіпофіз. Передній відділ гіпофізу розвивається з епітелію ротової порожнини, задній — з мозкової речовини. Там же розташований гіпоталамус.
Дах середнього мозку утворює парне здуття — зорові долі (горби). Від середнього мозку відходить третя пара головних нервів (окорушійні). Четверта пара головних нервів (блокові) відходить на межі між середнім і довгастим мозком, решта всіх головних нервів відходить від довгастого мозку.
Спинний мозок не відмежований різко від довгастого мозку. В центрі спинного мозку (по головній осі органу) зберігається невроцель, відомий у хребетних під назвою спинномозкового каналу.
Від спинного мозку метамерно (за числом сегментів) відгалужуються спинномозкові нерви. Вони починаються двома корінцями: спинним — що відчуває і черевним — руховим. Ці корінці незабаром після виходу із спинного мозку зливаються, утворюючи спинномозкові нерви, які потім знов діляться на спинну і черевну гілки.

### Органи чуття
Ця група органів виникає як похідні різних частин зародка і на різних етапах його розвитку. Це органи нюху, зору, слуху, вестибулярний апарат, органи бічної лінії, органи смаку, дотику, специфічні органи, що сприймають магнітне поле Землі, електричні поля, теплові випромінювання та ін.
Вважається, що нюх — одна з найстародавніших функцій мозку. Органи нюху закладаються в ембріонові як потовщення ектодерми одночасно з нервовою пластинкою. Паралельно формується скелет нюхових капсул, які входять до складу мозкового черепа. Спочатку нюхові капсули сполучаються тільки із зовнішнім середовищем і мають зовнішні ніздрі. Згодом у зв'язку з наземним існуванням ніздрі стають крізними.
Органи зору також належать до стародавніх органів, що відчувають. Світлочутлива рецепція виникає на дуже ранньому етапі еволюції хордових і формується в ранньому ембріогенезі. Органи зору хребетних підрозділяють на парні і непарні. Всі вони є виростами проміжного мозку. Парні очі закладаються як вирости бічних частин проміжного мозку, непарні — як послідовно розташовані в даху проміжного мозку (епіфіз і тім'яний орган). Закладка парних очей супроводжується формуванням біля них зорових капсул, що входять до складу мозкового черепа.
Органи слуху мають у хребетних тварин складне походження. Найраніше в еволюції формується внутрішнє вухо, яке закладається в ектодермі ембріона, заглиблюється у вигляді ямки і оформляється як слухова бульбашка, що лежить у слуховій капсулі. Слухова бульбашка поділяється перетяжкою на дві частини. Верхній відділ перетворюється на вестибулярний апарат. Це орган рівноваги. Він дозволяє відчувати положення тіла в тривимірному просторі Землі. Цей орган — 3 півкруглих канали у внутрішньому вусі. Нижній відділ слухової бульбашки є власне внутрішнім вухом — слуховим мішечком. Середнє і зовнішнє вухо формуються на пізніх етапах виникнення хребетних тварин у зв'язку з виходом на сушу.
Органи бічної лінії властиві тільки первинноводним хребетним, закладаються також в ектодермі. Вони є жолобками, що простягаються з боків голови і уздовж тіла. Ці жолобки можуть бути прикриті кістковою лускою або ні (у голошкірих). Органи бічної лінії сприймають легкі рухи і коливання води поблизу від джерел коливань: швидкість і напрям течій, рухів власного тіла і наявність предметів на шляху руху тварини у воді. Вони є сейсмосенсорною системою.
Органи смаку закладаються в ентодермі і сприймають смак споживаної їжі в діапазоні: солодка, гірка, кисла, солона. Вони розташовуються на смакових сосочках в межах ротової порожнини.
Органи дотику не мають рецепторних клітин, а є розгалуженими в шкірі нервовими закінченнями, які і сприймають предмети середовища на дотик.

### Органи виділення
У всіх хребетних органи виділень представлені нирками, призначеними для виведення з тіла надлишків води, мінеральних солей і продуктів розпаду азотистого обміну у вигляді сечовини або сечової кислоти. Вони мають мезодермальне походження, закладаючись на зовнішній стінці сомітов. Проте будова і механізм функціонування нирок у різних груп хребетних не однакові. У процесі еволюції хребетних тварин відбувається зміна трьох типів нирок: головна, або переднирка (пронефрос), тулубова, або первинна, нирка (мезонефрос) і тазова, або вторинна, нирка (метанефрос). Різні типи нирок мають різні принципи процесу виділення: виділення з порожнини тіла, змішане виділення (з порожнини тіла і з крові) і, нарешті, тільки з крові. Одночасно відбуваються зміни в механізмі реабсорбції води. Виділення води і розчинених в ній продуктів білкового обміну з порожнини тіла виявляється можливим завдяки безлічі воронковідних нефростом, що відкриваються в порожнину тіла. Виділення з крові відбувається через мальпігієві тільця нирок. Вивідні канали з нирок називаються вольфові канали, їх змінюють сечоводи. У більшості хребетних є сечовий міхур. У первинноводних можливе скидання аміаку через зябра.

### Статеві органи
Статеві залози хребетних — яєчники у самок і сім'яники у самців — як правило, парні. Ембріонально вони розвиваються з відділу мезодерми в місці підрозділу ембріона на соміт і бічну пластинку.
Спочатку (у безщелепних) статеві залози не мали вивідних проток і статеві продукти випадали через розриви стінок гонад в порожнину тіла, звідки виводилися в зовнішнє середовище через спеціальні пори. Згодом виникли статеві шляхи, які у самців пов'язані з органами виділень (вольфів канал). А у самок як яйцепровід функціонує мюллерів канал, який зберігає зв'язок цілому із зовнішнім середовищем.

## Класифікація
- Інфратип Безщелепні (Agnatha)
  - Надклас Круглороті (Cyclostomata)
    - Клас Міноги (Petromyzones)
    - Клас Міксини (Myxini)
- Інфратип Щелепнороті (Gnathostomato)
  - Надклас Риби (Pisces)
    - Клас Плакодерми (Placodermi)†
    - Клас Хрящові риби (Chondrichthyes)
    - Клас Акантоди (Acanthodei)†
    - Клас Променепері (Actinopterygii)
      - Підклас Хрящові ганоїди (Chondrostei)
      - Підклас Новопері (Neopterygii)

  - Інфраклас Голостеї (Holostei)
  - Інфраклас Костисті риби (Teleostei)
    - Клас Лопатепері (Sarcopterygii\

  - Надклас Чотириногі (Tetrapoda)
    - Клас Земноводні (Amphibia)
    - Клас Плазуни (Reptilia)
    - Клас Птахи (Aves)
    - Клас Синапсиди (Synapsida)
    - Клас Ссавці (Mammalia)

## Таксономія
```
(клада) 
Хребетні
 (Vertebrata)
    ├─† клас 
Conodonta
 (Конодонти)
    ├─† клас 
Cephalaspidomorphi
 (Безщелепні риби Палеозойської ери)
    ├─(клада) 
Hyperoartia
 (
мінога
 та міксини)
    ├─† клас 
Pteraspidomorphi
 (Ще один клас безщелепних риб Палеозойської ери)
    └інфратип 
Gnathostomata
 (
щелепні
 хребетні)
         ├─† клас 
Placodermi
 (Панцирні риби Палеозойської ери)
         ├─клас 
Chondrichthyes
 (Хрящові риби)
         └(клада) 
Teleostomi
 (Вищі риби та їх нащадки)
               ├─† клас 
Acanthodii
 ("Вертляві акули" Палеозойської ери)
               └(клада) 
Euteleostomi

                   └─(клада) 
Osteichthyes
 (
Кісткові риби
)
                      ├─клас 
Actinopterygii
 (Променепері риби)
                      └─(клада) 
Sarcopterygii
 (Лопастепері риби)
                   └надклас 
Tetrapoda
 (Чотириногі хребетні)
                      ├─клас 
Amphibia
 (Амфібії)
                      └(клада) 
Amniota
 (Амніотичні)
                           ├(клада) 
Synapsida
 (Ссавце-подібні 
«рептилії»
)
                           │   └клас 
Mammalia
 (Ссавці)
                           └(клада) 
Sauropsida
 - (
рептилії
)
                                 └клас 
Aves
 (Птахи)
```

Примітка: Лінії вказують на (іноді передбачувані) еволюційні стосунки, включаючи вимерлих членів таксона.